# Irazunus uncus
Irazunus uncus är en mångfotingart som beskrevs av Loomis 1964. Irazunus uncus ingår i släktet Irazunus och familjen Fuhrmannodesmidae. Inga underarter finns listade i Catalogue of Life.